# Luke Bryan
Luke Bryan (Leesburg, Georgia, Estados Unidos; 17 de julio de 1976) es un cantante de música country estadounidense.

## Biografía
Bryan nació en Leesburg, Georgia. A la edad de catorce años, sus padres le compraron su primera guitarra, y después de aprender a tocar, se unió a varias bandas locales y comenzó a actuar en clubes locales.  Después de graduarse de secundaria, Bryan planeaba mudarse a Nashville, Tennessee, sin embargo, esta mudanza se retrasó, debido a la muerte de su hermano, Chris, el mismo día que planeaba irse. Luke asistió a la Universidad de Georgia del Sur, y es miembro del capítulo Zeta Eta de la Sigma Chi Fraternidad.

### 2007-2008:I'll Stay Me
Se mudó a Nashville el 1 de septiembre de 2001 y en dos meses consiguió un contrato como compositor. Uno de sus primeros temas fue la canción principal del álbum de Travis Tritt en 2005, Mi Honky Historia Tonk. Un A & R representante en Capitol Records vio a Bryan actuar en un club, y firmaron un contrato de grabación. Su sencillo de debut, "All My Friends Say", fue lanzado a principios de 2007, tal y como artista de música country Billy Currington estaba subiendo el Hot Country Songs cartas con "Good Directions", que también escribió Bryan. "Good Directions" pasó tres semanas en el número uno en el Billboard de EE. UU. Hot Country Songs cartas en mayo de 2007, mientras que "All My Friends Say" alcanzó un pico de # 5. En agosto de 2007, del álbum debut de Bryan para Capitol, titulado I'll Stay Me , fue puesto a la venta. El segundo sencillo del álbum, "Viajamos en camiones", alcanzó su punto máximo en el Top 40 a principios de 2008. Un tercer sencillo, "Country Man", fue lanzado en febrero de 2008 y se convirtió en su segundo top 10. Bryan también trazó a finales de 2008 con una versión de "Run Run Rudolph" que alcanzó el puesto # 42 sobre la base de airplay de Navidad.

### 2009-presente:Doin' My Thing
En marzo de 2009, lanzó un EP exclusivo para iTunes titulado Vacaciones de primavera con todos mis amigos que incluyó dos nuevas canciones, "Sorority Girls", así como una versión acústica de "All My Friends Say. " Después de este EP, lanzó su cuarto sencillo, " I Do ", que se incluye en su segundo álbum, "Mi cosa DOIN . Bryan escribió la canción con Charles Kelley y Dave Haywood de Lady Antebellum , cuyo cantante Hillary Scott también canta coros en él. Debutó en el # 53 en el país escoge cartas de fecha el 9 de mayo de 2009 y alcanzó el puesto # 2 en diciembre, habiendo llevado a cabo desde el puesto número uno de Lady Antebellum " Need You Now ". " La lluvia es una cosa buena "fue lanzado como el segundo sencillo el 25 de enero de 2010, y en julio se convirtió en su primer número uno en Billboard . El tercer sencillo, " Alguien Más Calling You bebé ", fue lanzado el 2 de agosto de 2010, y también alcanzó el número uno en febrero de 2011.
Bryan presentó la 44.ª entrega Anual de Premios de la Música Country el 10 de noviembre de 2010.

## Discografía
Álbumes
- 2007: I'll Stay Me
- 2009: Doin' My Thing
- 2011: Tailgates & Tanlines
- 2013: Crash My Party
- 2015: Kill the Lights
- 2017: What Makes You Country
- 2020: Born here, live here, die here

## Premios y nominaciones
| Año  | Asociación                       | Categoría                          | Resultado |
| ---- | -------------------------------- | ---------------------------------- | --------- |
| 2010 | Academy of Country Music Awards  | Solo Top nuevo vocalista           | Ganador   |
| 2010 | Academy of Country Music Awards  | Mejor Nuevo Artista                | Ganador   |
| 2010 | CMT Music Awards                 | USA Weekend Video del Año - "Do I" | Ganador   |
| 2010 | Country Music Association Awards | Nuevo Artista del Año              | Nominado  |
| 2014 | Billboard Music Awards           | Artista Top Country                | Ganador   |
| 2014 | Billboard Music Awards           | Álbum Top Country "Crash My Party" | Ganador   |